# 日本血吸蟲病

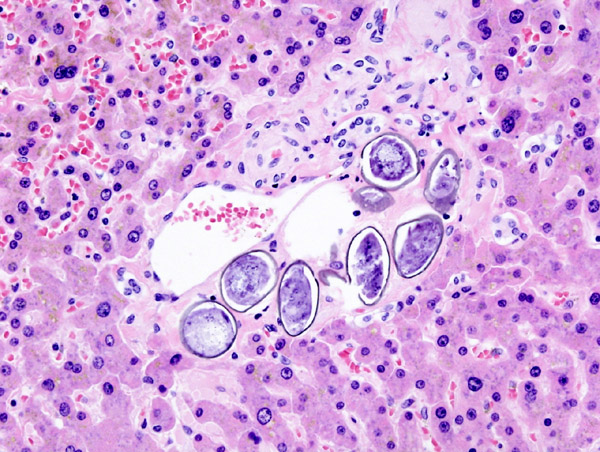
日本血吸蟲卵殻。

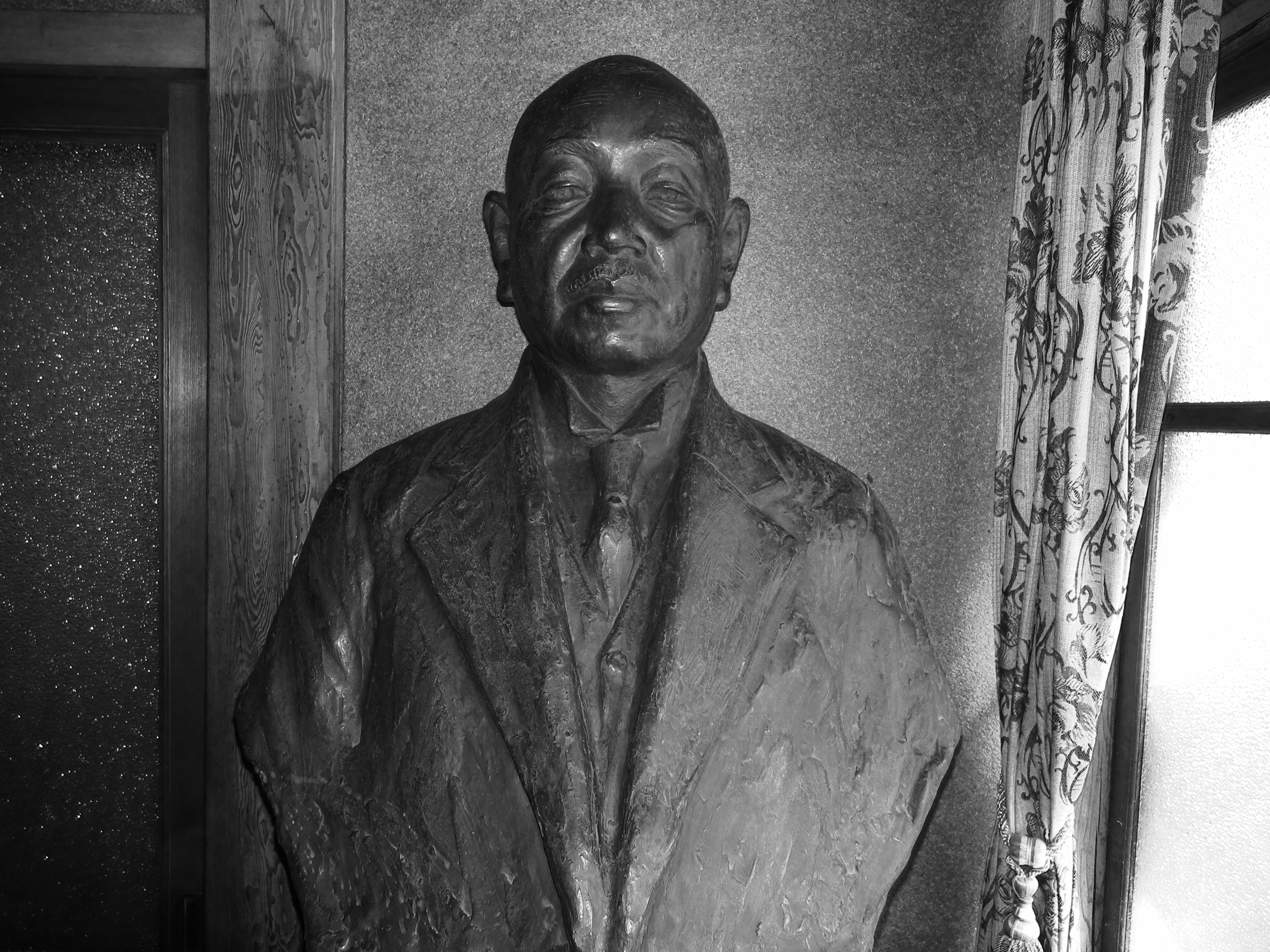
杉浦健造医生（1866 - 1933）塑像，他对日本血吸蟲病的研究有着巨大贡献。（2010年9月攝於山梨縣風土傳承館杉浦醫院）

日本血吸蟲病是一種寄生蟲病，感染源為日本血吸蟲，為人畜共通傳染病。日本血吸蟲病最早於日本被發現，中國、菲律賓及印尼等地都有日本血吸蟲病的病例。日本最大的感染地帶山梨縣在1996年2月宣布日本血吸蟲病流行終結，2000年福岡縣也宣言片山釘螺（學名：Oncomelania nosophora）的滅絕。最後一次是在福岡縣久留米市發現片山釘螺，所以久留米市為了哀悼片山釘螺建立了《宮入貝供養碑》。日本是世界上人工絕滅了日本血吸蟲的唯一的國家。

## 臨床病徵
日本血吸蟲從皮膚進入體內，由皮下微血管到肝竇，躲在微血管內產卵，最終在上腸繫膜靜脈叢寄生。可能造成片山熱、肝脾腫大、門脈高壓、腹水、結腸炎。

## 治療
吡喹酮（Praziquantel）為有效治療的主要藥物。